# Hugo Rex

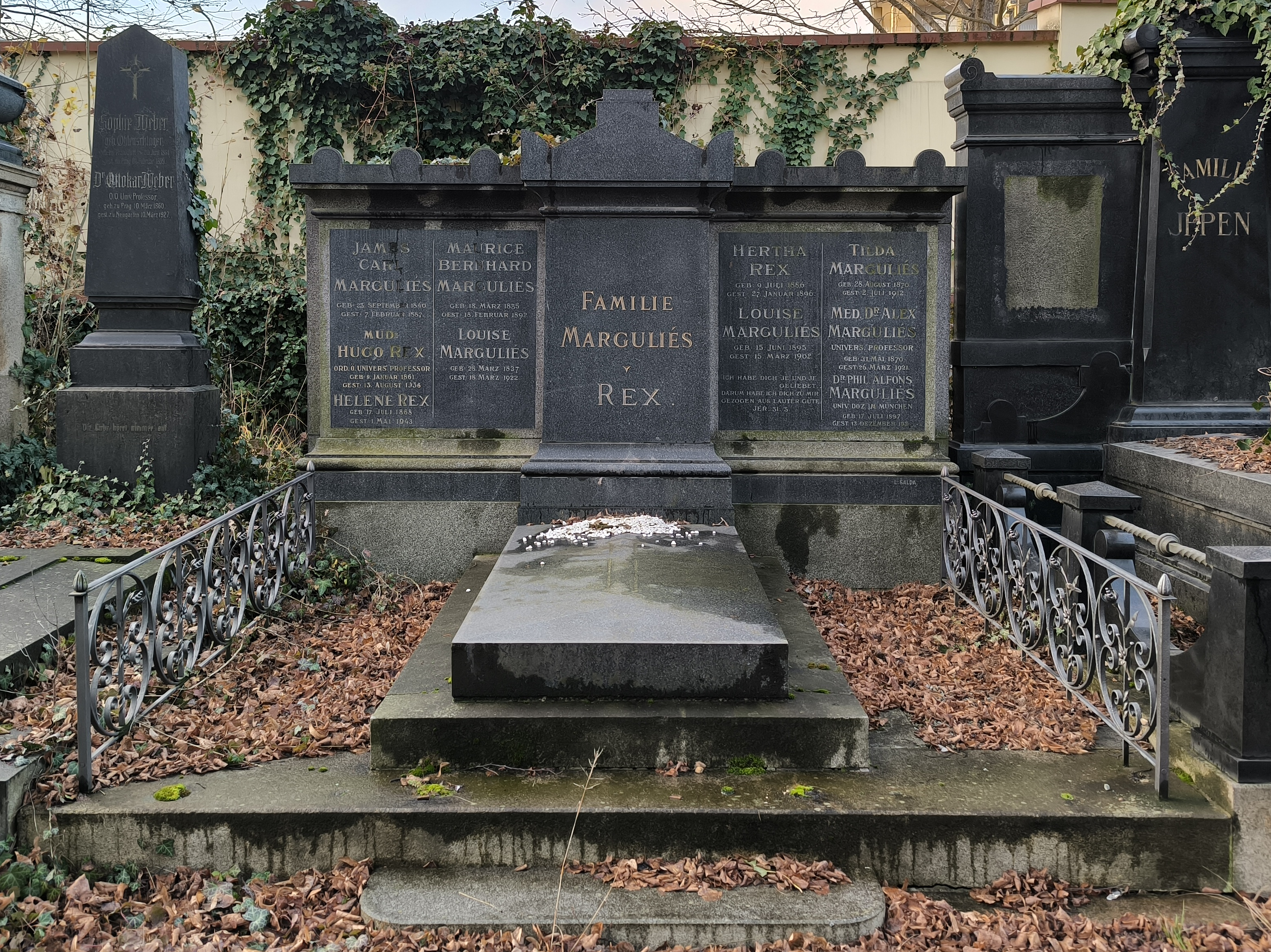
Hrob Huga Rexe na evangelickém hřbitově ve Strašnicích

Hugo Rex (9. ledna 1861 Praha – 13. srpna 1936 tamtéž) byl lékař a univerzitní profesor. Věnoval se zejména výzkumu chorob jater.

## Život
Narodil se v rodině vojenského lékaře MUDr. Ignáce Rexe (*1822) a jeho manželky Emanuely, rozené Schützové (1832–1884) jako jedno ze sedmi dětí. Malíř Oskar Rex byl jeho bratr.
Vystudoval gymnázium v Olomouci, studia medicíny úspěšně ukončil na německé univerzitě v Praze roku 1883. Stal se profesorem anatomie v Praze.
Je pohřben na evangelickém hřbitově v Praze–Strašnicích.

### Rodinný život
Roku 1892 se v Praze oženil s Helenou Marguliésovou (*1868), se kterou měl dceru Hanu (Hannah, 1893–1957).

## Dílo
V roce 1888 publikoval výsledky svého výzkumu cévní architektury a vnitřní struktury jater savců. Na základě portální vaskulární architektury rozdělil játra na segmenty. Tím položil základ pro veškerý budoucí výzkum jater.
- Beiträge zur Morphologie der Säugerleber, in: Morphologisches Jahrbuch 1888, 14, 517–616